# ペレ (映画)
『ペレ』（デンマーク語: Pelle Erobreren、スウェーデン語: Pelle Erövraren）は、1987年に製作されたデンマーク・スウェーデンの合作映画である。スウェーデン移民の年老いた父と幼い息子ペレが新天地デンマークで生活を始める姿を描いている。
原作はデンマークのプロレタリア作家マーティン・アナセン・ネクセによる1910年の小説「勝利者ペレ」。監督ビレ・アウグスト、脚本家ペル・オロフ、作家ビャルネ・ルーターらにより脚本化された。一人の少年の成長を中心に描きながら19世紀末の北欧の貧困・飢餓・階級社会を背景としている。
第41回カンヌ国際映画祭で最高賞であるパルム・ドール、第61回アカデミー賞で外国語映画賞をそれぞれ受賞した。

## ストーリー
故郷スウェーデンにて妻を亡くしたラッセは、年老いてから設けた幼い息子ペレを連れて、スウェーデンからの移民船に乗りデンマークのボーンホルム島に着く。ラッセは、「安売りはしないぞ」と自分自身に言い聞かせながら、港で職を探すが、いずれも「年寄りと子供はいらない」と断られてしまう。ようやく、「石の農園」という農場の管理人に拾われ、安い給料で雇われることになる。農場では、牛小屋係として働くことになるが、ラッセ・ペレ親子の住居は、その牛小屋の片隅に置かれた小さな汚れたベッドであった。彼らは過酷な労働・貧困・よそ者への差別などから打ちひしがれながら、新生活に対する夢を胸に秘め何度も立ち向かってゆくことになる。
ペレの最初の友達は、慣れない牛追いの仕事に困窮しているところを助けてくれたルズと名乗る少年である。やがて新学期を迎え、ペレはルズと一緒に学校に通いながら農場の仕事をすることになる。学校でデンマーク語を習ったペレは、牛小屋に張られた牛のネームプレートを理解できるようになる。また、農場では、同じ使用人であるエリックという中年男とも友達になる。エリックはペレに、そのうち、金を貯めてアメリカや中国に渡る夢があることを自慢げに語って聞かせる。
農場主であるコングストルップ氏は女好きで、子供のいない夫人はいつも泣かされていた。また、労務管理を任されている管理人とその助手は、使用人に対していつも厳しく接するため、使用人達から恨まれていた。ある日、管理人の小言に腹を立てたエリックが、鍬で管理人を殴りつけたことから両者の争いになるが、不慮の事故でエリックは後頭部を負傷してしまう。その後、廃人となってしまったエリックは、ラッセ・ペレ親子とともに、牛小屋に住むことになる。
使用人である若い娘のアンナは、船主の息子のニルスと恋に落ちて妊娠するが、身分の違いから結婚することはできず、嬰児を殺した罪で警察に逮捕される。ニルスはペレに対して「嬰児を殺したのは自分だ」と告白した後、難破船救助に志願して嵐の海で死を遂げる。また、同年代の友達だったルズ少年は、ペレの「行かないで」という懇願を振り切り一人で農場を去っていった。やがてペレにデンマーク語を教えてくれた学校の先生も急死する。
遣いの帰りに嵐に遭遇したペレは、一軒家の主人であるオルセン夫人のやっかいになる。ラッセは、息子が世話になった礼を言いにオルセン夫人を訪ねる。すると、オルセン夫人は、夫は１年前に漁に行ったまま帰らぬ人になったが未だに正式な死亡通知が来ていない事情を説明し、牛の世話に男手が欲しいという心中を打ち明ける。それ以後、ラッセは暇をみつけてはオルセン夫人宅を訪ねるようになり、ペレに対して、将来はオルセン夫人に新しいお母さんになってもらい、あの一軒家に３人で住む予定であることを話す。やがて秋のカーニバルがやってきた。ラッセはオルセン夫人とダンスを踊る。見世物小屋で道化師として働くルズ少年に会い、久しぶりの再会を二人は祝った。
一方、農場主の家ではコペンハーゲンから遊びに来ていた夫人の姪のシーネ嬢の妊娠が発覚する。シーネ嬢はコペンハーゲンに帰ることになったが、夫が姪に手をつけたことを悟った夫人は狂乱し、夫の性器をハサミで切り取ってしまう。ラッセとオルセン夫人が浮気をしているという噂が広まり、学校でいじめられたペレは同級生ととっくみあいの喧嘩をする。ラッセはペレに事情を説明し、正式な死亡通知が来たらオルセン夫人と正式に結婚するので、それまで我慢するように言う。
ところが、行方不明になっていたオルセン氏が島に生還した。ラッセは悲嘆に暮れるが、農場主夫人から、ペレを新しい管理人助手として採用することを告げられる。ペレは管理人助手の制服の仮縫いを行っている時、廃人となったエリックが農園から連れ去られていく姿を目にする。アメリカへ渡る夢を語っていたエリックを思い出したペレは、父ラッセに農園から逃げようと提案する。ラッセは年老いた自分にその体力は残ってないと言い、ペレは父を残して農園を一人で立ち去っていった。

## キャスト
- ペレ： ペレ・ベネゴー（本名）
- ラッセ： マックス・フォン・シドー
- エリック： ビョーン・グラナス

## スタッフ
- 監督： ビレ・アウグスト
- 原作： マーティン・アナセン・ネクセ

## 主な受賞
- アカデミー外国語映画賞受賞、アカデミー主演男優賞ノミネート（マックス・フォン・シドー）
- カンヌ国際映画祭パルム・ドール受賞
- ゴールデングローブ賞 外国語映画賞受賞